# Flåhätta
Flåhätta (Mycena epipterygia) är en svampart som först beskrevs av Giovanni Antonio Scopoli, och fick sitt nu gällande namn av Samuel Frederick Gray 1821. Enligt Catalogue of Life ingår Flåhätta i släktet Mycena,  och familjen Mycenaceae, men enligt Dyntaxa är tillhörigheten istället släktet Mycena,  och familjen Favolaschiaceae. Arten är reproducerande i Sverige. Inga underarter finns listade i Catalogue of Life.
I den svenska databasen Dyntaxa används istället namnet Mycena viscosa för samma taxon.  Arten är reproducerande i Sverige.

## Bildgalleri

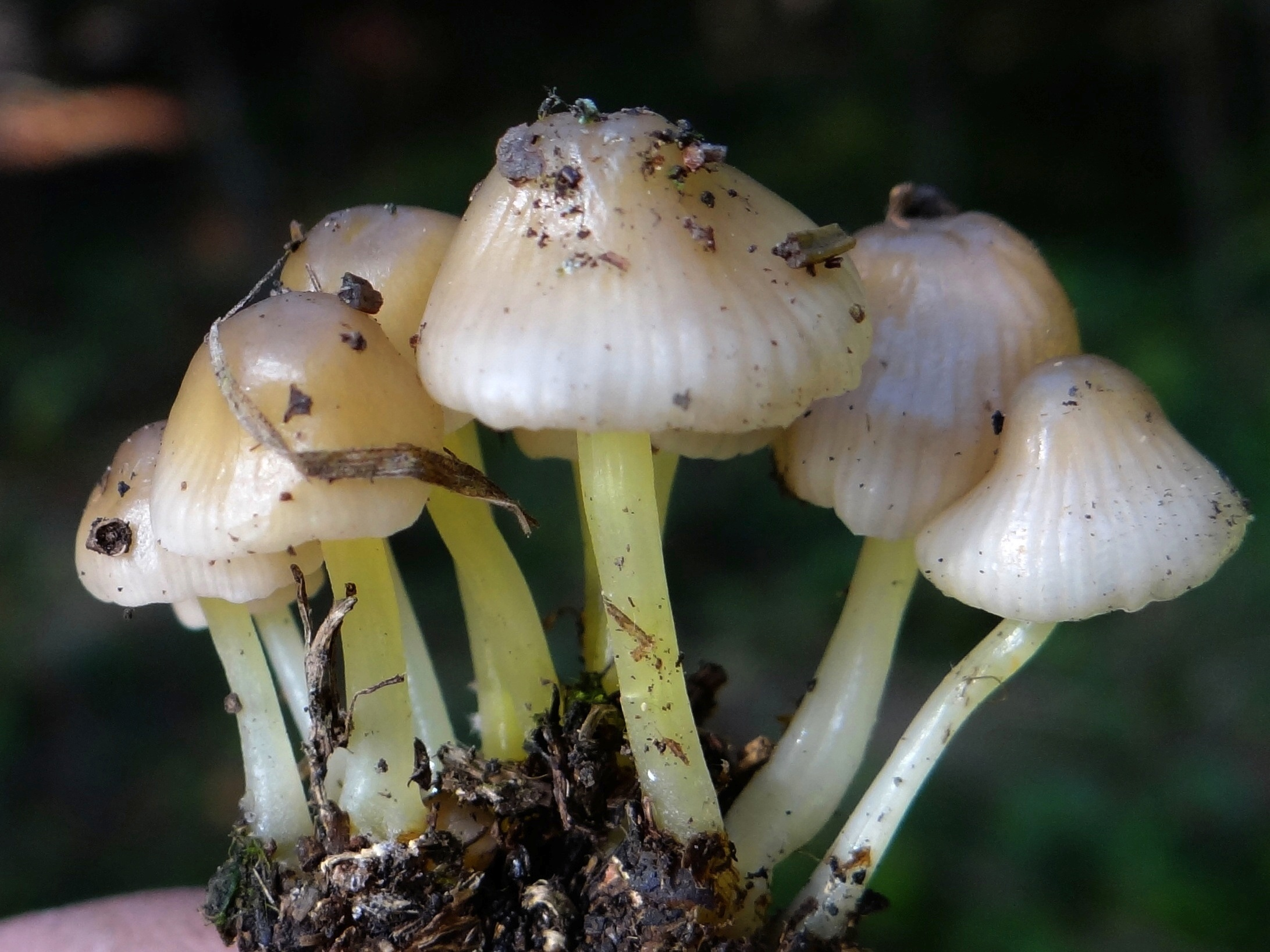
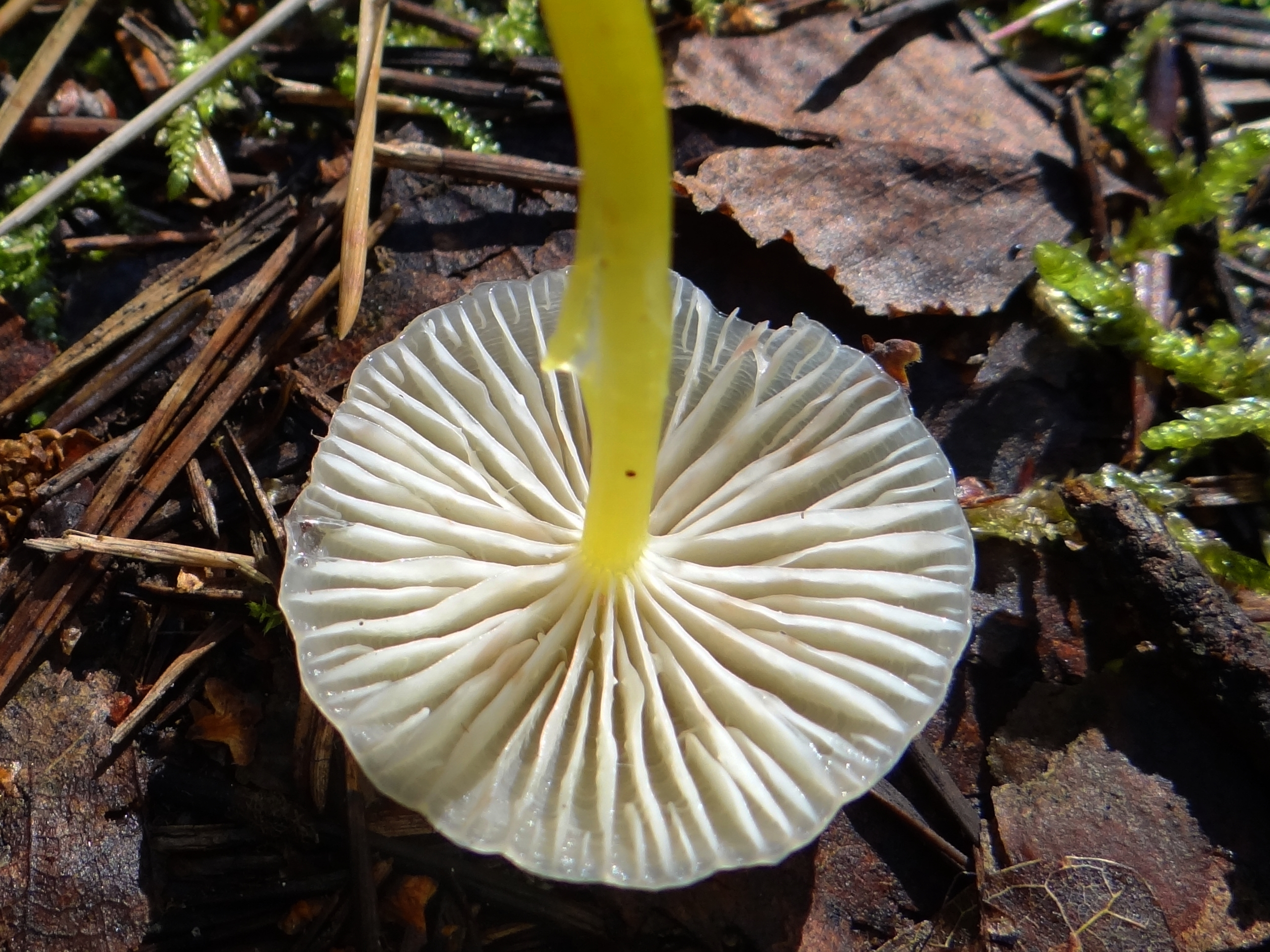